# Războiul Kurukshetra
Conform marii epopei Mahabharata, o luptă dinastică pentru succesiune între două grupuri de veri ai regatului Indo-Arian numit Kuru, Kauravas și Pandavas, pentru tronul Hastinapurei, s-a transformat în războiul Kurukshetra în care participă ca aliați ai grupurilor rivale și alte regate antice. Locația bătăliei este Kurukshetra, în prezent în statul Haryana, India.Această luptă este tema centrală a unei lucrări antice numite Jaya, care constituie nucleul Mahabharatei .
Mahabharata arată că războiul a durat doar 18 zile, timp în care mari armate de pe tot cuprinsul subcontinentului indian au luptat de o parte sau de alta. Deși lupta a durat numai 18 zile, descrierea ei directă ocupă mai mult de un sfert din epopee, arătând importanța ei în cadrul poemului și  în viața familiilor implicate.
Povestirea descrie lupte individuale ale diferiților eroi ale ambelor părți, sfârșitul pe câmpul de luptă al personajelor principale, modul în care au fost desfășurate formațiunile militare în fiecare zi de ambele părți, lupta diplomatică, întâlnirile și discuțiile dintre eroii și comandanții epopeii înainte de începerea luptei în fiecare zi, armele folosite. Capitolele (parvas) care conțin descrierea luptei(VI-VIII) sunt considerate a fi cele mai vechi.
Istoricitatea acestui război este discutabilă. Pe baza informației astronomice și literare din Mahabharata, Războiul Kurukshetra este localizat undeva între anul 6000 îen și anul 500 îen. O altă mărturie despre acest război a cărei istoricitate este extrem de îndoielnică se consideră că este și Bătălia celor Zece Regi din Rig Veda.

## Problema istoricității și contextul istoric

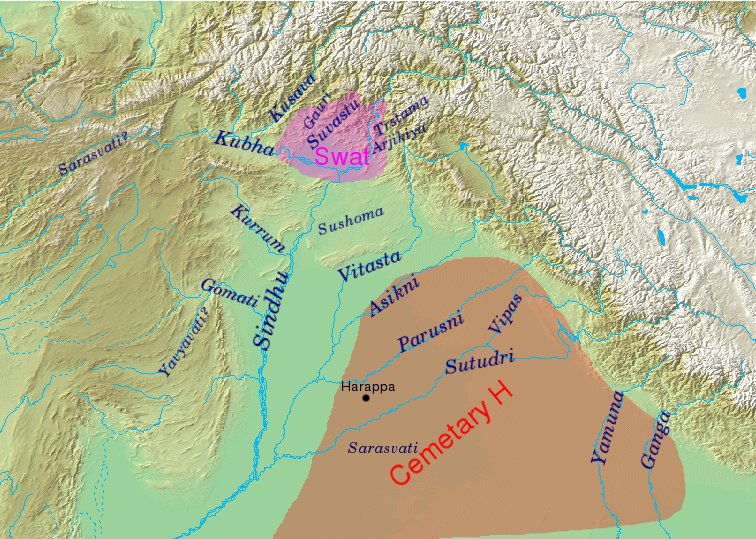
Geografia Rigvedei cu numele râurilor; extinderea culturii Swat și a cimitirului H.

Arheologul indian Swaraj Prakash Gupta și K.S. Ramachandran afirmau:
„Divergența de opinii cu privire la războiul din Mahabharata este datorată absenței datelor istorice de încredere. Asta este valabil și pentru perioada istorică, asupra căreia nu există niciun consens asupra unor nenumărate probleme. Dr. Mirashi acceptă că au avut loc interpolări în Mahabharata și observa că 'La origini aceasta (Mahabharata) era un mic poem de 8800 versuri și era cunoscut sub numele de Jaya (victorie), apoi a sporit la 24000 versuri, cunoscut drept Bharata, și, în sfârșit, a atins mărimea uluitoare actuală de un lakh de versuri, cunoscută drept Mahabharata.'”

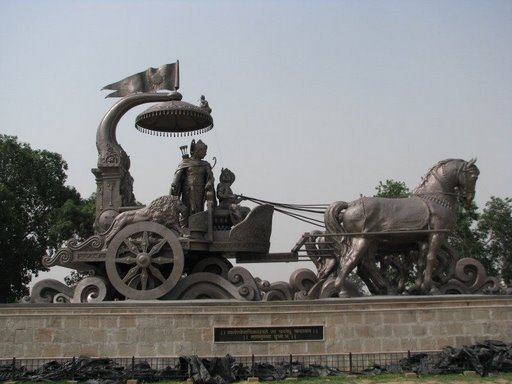
Bronze Chariot with Lord Krishna and Arjuna during the Kurukshetra war.

Istoricitatea războiului Kurukshetra este subiectul discuțiilor și disputelor academice. Textul prezent al Mahabharata a parcurs multe nivele de dezvoltare, preponderent aparținând perioadei dintre circa 500 î.Hr. și 400 d.Hr. În cadrul poveștii-cadru a Mahabharata, regii istorici Parikshit și Janamejaya apar preponderent drept vlăstare ale clanului Kuru, iar Michael Witzel conchide că fundalul epic general are un precedent în India Epocii Fierului (Vedică), în care regatul Kuru era centrul puterii politice de la aproximativ 1200 la 800 î.Hr. Conform profesorului universitar Alf Hiltebeitel, Mahabharata este în mare parte mitologică. Istoricul indian Upinder Singh a scris:
„Dacă a avut vreodată loc un război teribil între Pandavas și Kauravas nu poate fi dovedit sau infirmat. Este posibil să fi avut loc un conflict minor, transformat într-un război epic gigantic de către barzi și poeți. Unii istorici și arheologi au argumentat că acest conflict ar fi putut avea loc circa 1000 î.Hr.”
Datele istorice ce privesc localizarea temporală a acestui eveniment nu sunt foarte clare. Anumiți istorici precum A.L. Basham estimează că războiul Kurukshetra a avut loc în Epoca de Fier a Indiei, în secolul 10 îen.În analiza acestei date el spune:”Conform tradiției populare mai recente, războiul Mahabharatei a avut loc în anul 3102 îen, ceea ce este aproape imposibil dacă ținem cont de toate dovezile. Mult mai rezonabilă este o altă tradiție care plasează evenimentul în secolul 15 îen, dar chiar și aceasta este cu câteva secole în avans în lumina evidențelor arheologice pe care le avem. Probabil războiul a avut loc undeva la începutul secolului al 9-lea îen; o asemenea dată pare să se potrivească cel mai bine cu puținele rămășițe arheologice ale acestei perioade și există și anumite evidențe în chiar literatura brahmanică ce arată că nu putea să aibă loc mai devreme.”
Alți istorici ca M. Witzel confirmă că datele generale ale epopeii corespund epocii de fier(vedică) a Indiei, când regatul Kuru era centrul puterii politice, undeva între 1200 și 800 îen.  Un conflict dinastic al acelei perioade ar putea să fi oferit tema pentru Jaya, fundația pe care corpul Mahabharatei a fost construit, cu o bătălie culminantă ce a ajuns sa fie văzută ca un eveniment epocal.
Literatura puranică prezintă listele genealogice asociate povestirii Mahabharatei. Mărturiile Puranelor sunt de două tipuri. În primul rând există o mărturie directă că au fost 1015(sau 1050) de ani între nașterea lui Parikshit (nepotul lui Arjuna) și ascensiunea la putere a lui Mahapadma Nanda, datată în 382 îen, ceea ce ar însemna că bătălia Bharata a avut loc in jurul anului 1400 îen. Totuși acest fapt ar implica o perioadă medie de domnie prea lungă pentru regii listați în genealogii.  În al doilea rând este vorba de  analizele genealogiilor paralele ale Puranelor de la Adhisimakrishna (strănepotul lui Parikshit) până la Mahapadma Nanda. F.E. Pargiter în consecință estimează 26 de generații aducând la un numitor comun 10 liste dinastice diferite și stabilind la 18 ani durata medie a unei domnii, fapt ce conduce către anul 850 îen pentru Adhisimakrishna, și astfel la aproximativ anul 950 îen pentru bătălia Bharata.
B.B. Lal folosește o abordare asemănătoare cu presupuneri mai reținute în privința duratei medii a domniilor și estimează anul 836 îen ca dată a războiului, corelând aceasta cu descoperirile arheologice ale siturilor culturii ceramicii gri-cenușii, asocierea dintre artefactele acestei ceramici și locurile menționate în epopee fiind semnificativă.
S-au avansat următoarele teorii în privința datei războiului Mahabharatei:
- Data acceptată de cei mai mulți este sec 10 îen sau 950 îen, conform descoperirilor arheologice.
- S. Balakrishna găsește data de 2559 îen folosind metoda eclipselor lunare consecutive.
- R.N. Iyengar găsește data de 1478 îen folosind eclipselor duble și  conjuncțiile Saturn+Jupiter.
- B.N Achar declară data de 3067 îen folosind pozițiile planetelor amintite în Mahabharata.
- P.V. Holey stabilește data de 13 Noiembrie, 3143 îen prin intermediul pozițiilor planetelor și sistemelor calendarelor.
- P.V. Vartak calculează data de 16 Octombrie, 5561 îen, folosind poziția planetelor.[16]
- Pe baza lucrării traduse de K Sadananda,  razboiul Kurukshetra ar  incepe pe 22 Noiembrie 3067 îen.[17]
- "Rezultatele cercetărilor și descoperirile arheologice găsite în Dwarka sunt compatibile cu tradiția Mahabharata și înlătură orice dubiu în privința poziționării în istorie a războiului Mahabharata  în jurul datei de 1500 îen." [18] vezi și [19]

Reconstrucția istoriei Indiei vedice se bazează și pe detaliile textelor antice. Din punct de vedere lingvistic textele vedice  pot fi clasificate în șapte straturi cronologice ca Rig vedice, Mantra, Samitha, Brahmana, Sutra, cele Epice(epopeice - Ramayana și Mahabharata) și Paninice. Cea de a doua perioada, cea a limbajului Mantra, include atât mantrele cât și limbajul prozei textelor Atharvavedei  (Paippalada și Shaunakiya), Rigvedei Khilani, Samavavedei Samitha(ce conține 75 de mantre ce nu se regăsesc în Rig Veda) și mantrele Yajurvedei. Multe din aceste texte derivă din Rig Veda, dar au suferit anumite schimbări, atât lingvistice cât și interpretative.  Schimbările cele mai evidente includ înlocuirea lui vishva prin sarva(toți) și răspândirea rădăcinei verbale kuru- în locul celei Rig vedice krno- . Aceasta este perioada începutului Epocii de fier indiene  în nord vestul Indiei, ce corespunde culturii ceramice negre și roșii, și regatului Kurușilor, ce datează din sec 10 îen aproximativ. Perioada prozei Samitha marchează începutul strângerii și codificării canoanelor vedice. O schimbare lingvistică importantă este pierderea injuctivului. Textele Brahmana (comentarii ale mantrelor și ritualurilor) ale Yayurvedei Negre aparțin acestei perioade. Arheologic, cultura ceramicii gri-cenușii din jurul anului 900 îen corespunde acestei perioade, cât și schimbarea centrului politic din regiunea Kuru către Panchala pe Gange.

## Background

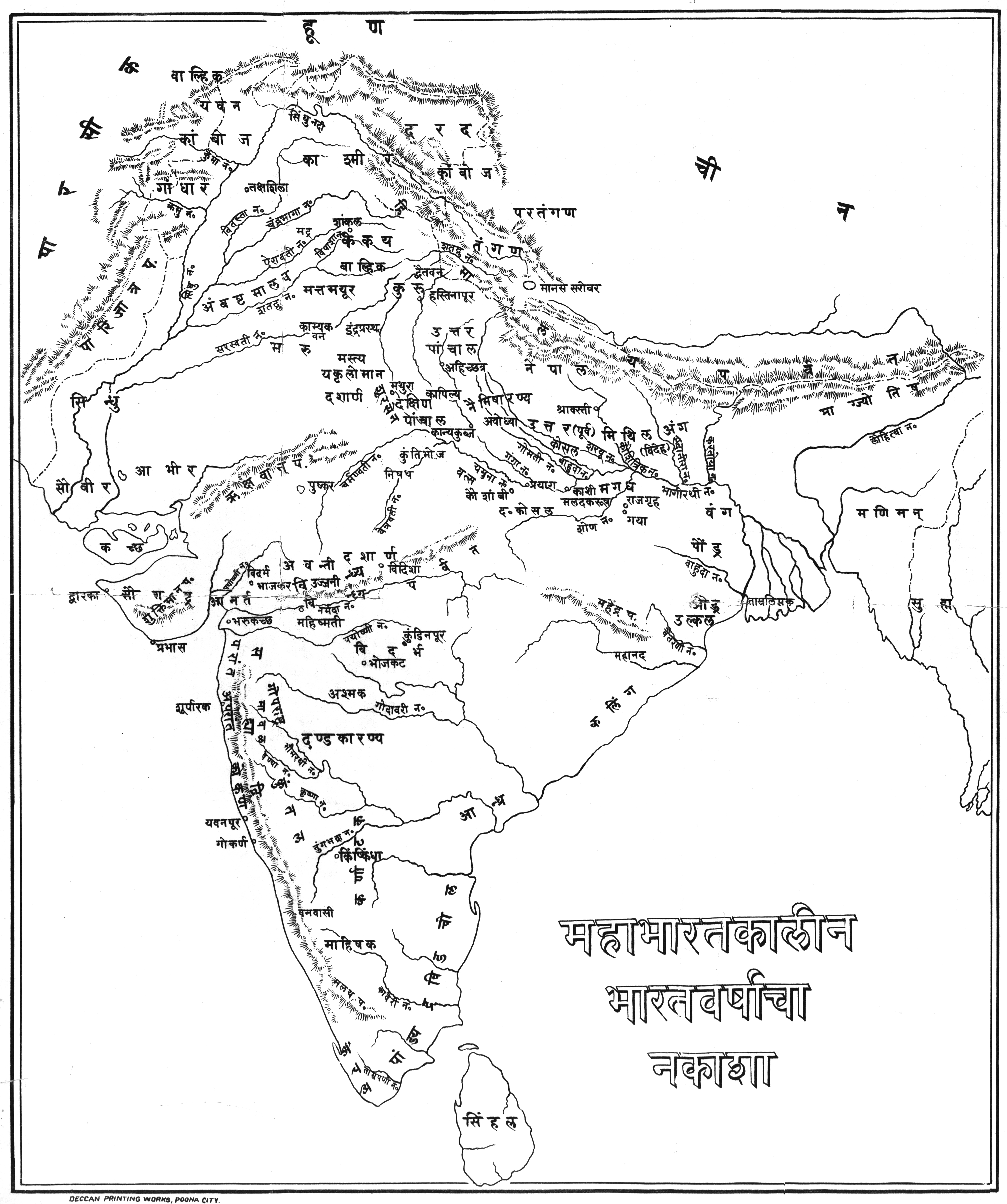
India în timpul Mahābhāratei.

Mahabharata este una din cele mai importante scrieri hinduse, o dovadă a vieții și faptelor mai multor generații ale dinastiei Kuru. În cadrul epopeii avem o descriere a unui război ce a avut loc între două familii rivale ce aparțineau aceluiași clan. Kurukshetra a fost câmpul de luptă unde a avut loc acest război numit războiul Kurukshetra. Kurukshetra literal înseamnă câmpul, câmpia ce aparține celor din clanul Kuru, dar mai există și o interpretare spirituală, Kurukshetra fiind recunoscută și ca Dharmakshetra, sau câmpul legii(Dharma), câmpul dreptații. Mahabharata spune că acest spațiu a fost ales pentru război datorită sfințeniei acestui loc.
Teritoriile Kuru erau împărțite  în două și erau conduse de către Dhritarashtra(cu capitala la Hstinapura) și Yudhishtira ce aparținea Pandava(cu capitala la Indraprastha). Disputa directă dintre Kaurava(fii lui Dhitarashtra) și Pandava a apărut de la un joc de zaruri pe care Duryodhana l-a câștigat trișând, miza fiind ca verii săi Pandava să își transfere întregile teritorii către Kauravas(la Hastinapura) și să meargă în exil pentru 13 ani.Disputa a escaladat într-un război total când prințul Duryodhana, cel mai vârstinc dintre Kaurava, mânat de gelozie, refuză să înapoieze Pandavașilor teritoriile după ce exilul a luat sfârșit, Duryodhana obiectând că aceștia au fost descoperiți în timp ce se aflau în exil(care trebuiau să și-l petreacă incognito) și astfel nu poate să fie de accord cu returnarea regatelor.
Înainte de începerea războiului, dezmoșteniții regatelor Pandava și Matsya, sfătuiți de Krishna, au încercat să găsească o soluție diplomatică și pașnică a conflictului. Balarama, fratele mai mare al lui Krishna, îi sfătuiește pe Panadava să trimită un sol pentru a câștiga susținerea bătrânilor familiei cum ar fi Bhishma, Dhritarashtra, Drona, Karna, și chiar Shakuni, cu mesajul “Să încercăm să evităm conflictul armat pe cât posibil. Numai ceea ce este dobândit în pace este valoros. Războiul numai rele poate aduce.”  În timp ce solul era la curtea Kaurava, Pandava continuau pregătirile de război. Au cerut asistență regatelor vecine. Ambasadorul lor de pace a fost insultat și trimis înapoi de către Duryodhana, care dorea războiul, sfidând sfatul celor mai bătrâni precum Bhishma. După mai multe tentative eșuate de a rezolva lucrurile amiabil, războiul părea inevitabil. Cele două tabere ale războiului erau Pandava și Kaurava( clanul care acum conduce official regatul Kuru, atât Hastinapura cât și Indraprastha) și aliații lor.
Jaya, partea centrală a Mahabharatei  este structurată sub forma unui dialog între regele Kuru Dhritarashtra și Sanjaya, sfătuitorul și cel care îi conducea carul de luptă. Sanjaya povestește toate întâmplările războiului Kurukshetra, ce a ținut 18 zile, cum și unde s-a intamplat. Dhritarashtra uneori pune întrebări și se arată neincrezător, alteori se lamentează, cunoscând distrugerile cauzate de război fiilor săi, prietenilor și rudelor sale. Se simte de asemenea vinovat, având rolul său în escaladarea războiului, distructiv pentru întregul subcontinent indian. La inceput Sanjaya dă o descriere a diferitelor continente ale Pământului, ale altor planete și își focalizează atenția asupra subcontinentului Indian oferind  o listă amănunțită a sute de regate, triburi, provincii, orașe, sate, râuri, munți, păduri etc. ale vechiului subcontinent Indian(Bharata Varsha). De asemenea dă explicații despre formațiunile și strategia militară adoptată de fiecare tabără în fiecare zi, despre moartea fiecărui erou sau commandant de oști, și detaliile fiecărei bătălii. Cele 18 capitole ale Jaya, scrisă de Vyasa, constituie Bhagavad Gita, textul sacru al hindușilor. Astfel, opera lui Vyasa, numită Jaya, relatează despre diverse subiecte ce țin de geografie, istorie, război, religie și moralitate. Conform Mahabharatei, Jaya a fost recitată regelui Janamejaya, care este nepotul lui Arjuna, de către  Vaisampayana, un discipol al lui Vyasa(Jaya primește denumirea de Bharata). 
Ceea ce este recitat regelui Janamejaya de către Vaisampayana , este din nou expus de către un povestitor recunoscut, pe nume Ugrasrava Sauti, mulți ani mai târziu, unui grup de asceți ce realizau un sacrificiu de 12 ani pentru regele Saunaka Kulapati în pădurea Naimisha( Jaya, respectiv Bharata, devenind Mahabharata)

## Combatanți
Kuru era un trib indo-arian care a format un regat în perioada vedică a Indiei în nord vestul subcontinentului indian. Ei au format primul centru politic al indo-arienilor după perioada Rigvedică, după ce au ieșit din Punjab, spațiul unde codificarea și redactarea textelor vedice a început. Arheologic, perioada cel mai probabil corespunde Culturii ceramicii negre și roșii dintre secolele 12 și 9 îen, de la începutul epocii de fier din vestul Indiei. Panchala era  al doilea centru urbanistic al civilizației vedice al cărei epicentru s-a mutat spre estul Punjabului, dupa ce puterea o deținuse regatul Kuru la începutul epocii de fier. Această perioadă este asociată cu Cultura ceramicii gri-cenusie ce a apărut în jurul anului 1100 îen, și se încheie în jurul anului 600 îen, odată cu sfârșitul perioadei vedice. Confederația care conduce, Panchalas, așa cum și numele sugerează(pancha-cinci), probabil era formată din cinci clanuri – Krivis , Turvashas,  Keshins, Srinjayas și Somakas. Drupada a cărui fiica Draupadi a fost căsătorită cu cei din neamul Pandava, aparținea clanului Somaka. Totuși, Mahabharata și Puranele consideră ca nordul Panchalei era condus de o ramură a clanului Bharata, iar Divodasa, Sudas, Srinjaya, Somaka and Drupada (numit și Yajnasena) erau cei mai de seamă conducători ai acestui grup.

## Misiunea de pace a lui Krishna
Ca o ultimă încercare de a face pace, Krishna călătorește la Hastinapura pentru a-i convinge pe Kaurava să meargă împreună pe calea păcii. La Hastinapur, Krishna a fost cazat în casa ministrului Vidura, o ființa religioasă și un devot al lui Krishna. Duryodhana s-a simțit insultat atunci cand Krishna i-a refuzat invitația de a cina la el și de a locui în palatul regal. Hotărât să pună capăt misiunii de pace, Duryodhana complotează să îl aresteze pe Krishna.
La prezentarea oficială a propunerii de pace făcută de Krishna la curtea din Hastinapur,  propunerile de pace au fost ignorate și Duryodhana a ordonat public soldaților săi să îl aresteze pe Krishna. Krishna râde de aceștia și își arată forma sa divină, radiind lumină intensă. Mâniat de insultele care i-au fost aduse, Domnul Krishna îl blestemă pe Duryodhana a cărui decădere sigură îl șochează pe Dhirtharastra(tatăl lui Duryodhana și rege al clanului Kaurava) care încearcă să îl îmbune pe Krishna. Misiunea sa de pace fiind respinsă de Duryodhana, Krishna se reîntoarce la Upaplavya și îi informează pe Pandava că singura cale rămasă pentru a păstra principiile virtuții și dreptații în picioare era, invitabil, războiul. Pe timpul drumului de întoarcere Krishna îl întâlnește pe Karna, primul născut al lui Kunti(înaintea lui Yudhisthira), și îi cere să își ajute frații, dar, fiind ajutat de Duryodhana, Karna îl informează pe Krishna că va lupta împotriva Pandava.

## Pregătiri de război

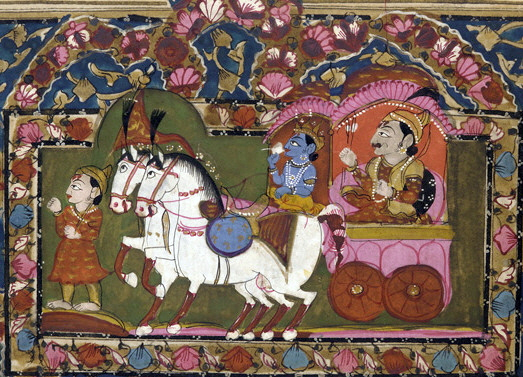
Krishna și Arjuna într-un car de lupta, pictură sec.18-19

Krishna avea una din cele mai mari armate numită narayani sena și era El însuși un mare luptător. Atat Duryodhana cât și Arjuna au mers la Krishna în Dwarka pentru a-I cere ajutorul. Duryodhana a ajuns primul și l-a găsit pe Krishna dormind. Fiind arogant și considerându-se el însuși egal cu Krishna, Duryodhana a luat loc lângă capul lui Krishna și a așteptat ca acesta să se trezească. Arjuna a ajuns mai târziu și fiind un umil devot al lui Krishna a ales să se așeze și să aștepte la picioarele lui Krishna. Atunci când Krishna s-a trezit l-a văzut pe Arjuna întâi și i-a dat dreptul sa vorbească primul. Krishna le-a spus lui Arjuna și Duryodhana că va dărui marea sa armata, Narayani sena unei părți și se va dărui pe sine celeilalte părți, dar neînarmat. Deoarece Arjuna primise posibilitatea să aleagă primul, Dyryodhana era îngrijorat că Arjuna va alege puternica armată a lui Krishna. Dar Arjuna, între armata și persoana lui Krishna neinarmată, în numele Pandavașilor l-a ales pe Krishna, scăpându-l pe Dyryodhana de temeri, care considera că Arjuna a ales greșit. Apoi Arjuna i-a cerut lui Krishna să fie conducătorul carului său de luptă, ceea ce Krishna, fiind un prieten apropiat al lui Arjuna , a acceptat cu plăcere și astfel a primit și numele de Parthasarthy sau conducătorul carului de luptă al fiului Prithei. Amândoi, Duryodhana și Arjuna, s-au întors mulțumiți.
Cei din neamul Pandava și-au strâns armata și aliatii într-un loc numit Upaplavya, în teritoriul Virata. Contingenetele soseau din toate părțile tării și curând clanul Pandava avea o largă forță grupată în șapte divizii. Dar cei din clanul Kaurava au reușit să strângă o armată și mai mare, formată din unsprezece divizii. Multe regate ale Indiei antice precum Dwaraka, Kasi, Kekaya, Magadha, Chedi, Pandya sau Yadus din Mathura erau aliații Pandava în timp ce aliații Kaurava erau regii regatelor Pragjyotisha, Matsya, Anga, Kekaya, Sindhudesa, Mahishmati, Avanti in Madhyadesa, Gandharas, Bahlikas, Kambojas (cu  Yavanas, Sakas și Tusharas) și multe altele .

### Armata Pandava

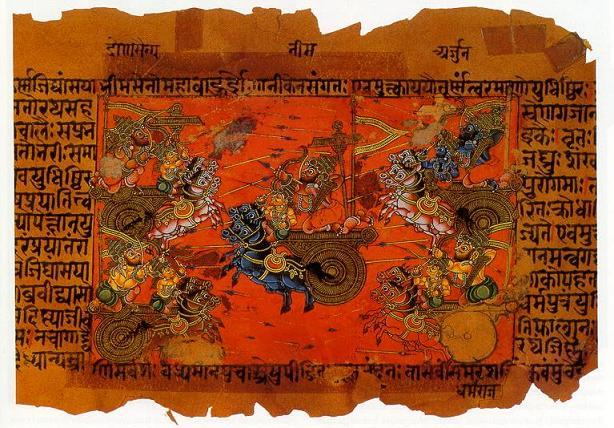
Bătălia Kurukshetra dintre Kaurava și Pandava descrisă în Mahabharata. Pictură sec 18.

Văzând că nu era nici o șansă de a face pace, Yudhisthira, cel mai bătrân dintre Pandava, le-a cerut fraților săi să organizeze armata. Pandavașii au reușit să strânga șapte armate Akshauhinis cu ajutorul aliaților săi. Fiecare dintre aceste divizii era condusă de Drupada, Virata, Dhristadyumna, Shikhandi, Satyaki, Chekitana și Bhima.După ce și-a consultat comandații, Pandava l-au numit pe Dhristadyumna ca lider suprem al armatei Pandava. Mahabharata spune că regatele din toata vechea Indie cum ar fi Kekaya, Pandya, Cholas, Magadha și multe altele, au susținut cu trupe sau cu logistică armata Pandava.

### Armata Kaurava
Armata Kaurava era formată din unsprezece Akshauhini. Duryodhana i-a cerut lui Bhishma să comande armata Kaurava. Bhisma a acceptat cu condiția ca, în timp ce va lupta în mod onest, să nu își rănească cei cinci nepoți care luptau de cealaltă parte, în armata Pandava. În plus, Bhishma a cerut ca un alt mare războinic,Karna să nu lupte sub comanda sa atâta timp cât se află pe câmpul de lupta. Mulți cred ca Bhishma a cerut ca Karna să nu lupte împreună cu el datorită afecțiunii sale pentru tabăra Pandava unde nepoții săi luptau (cei cinci Pandava fiind franții lui Karna) - Kaurava ar fi depășit cu mult armata Pandava dacă Bhishma și Karna ar fi apărut în luptă simultan. Scuza lui Bhishma pentru a nu lupta împreună cu Karna a fost aceea că acesta l-ar fi insultat pe gurul său - Parashurama. Știa de asemenea că, Karna era un Kaunteya(fiu al lui Kunti), și astfel frate cu Pandava, din ziua când l-a întâlnit în Ranakshetra când Karna a dorit să lupte împotriva lui Arjuna, unul din motivele pentru care Bhishma dorea să îl țină în afara luptei fiind și pentru a putea fi înlocuit la conducerea armatei de către Karna în cazul în care nu ar mai fi putut să continue războiul. În afară de asta, Duryodhana a fost de acord cu condițiile lui Bhishma și l-a numit comandantul întregii armate Kaurava în timp ce Karna a fost exclus din luptă. Dar Karna intră totuși în război mai târziu când Bhishma este rănit de către Arjuna. În afară de cei 100 de frați Kaurava, conduși de Duryodhana însuși, și de către fratele sau Dushasana, al doilea fiu născut lui Dhritarashtra, Kaurava erau ajutați pe câmpul de luptă și de Drona împreună cu fiul său Ashwathama, de către cumnatul Jayadratha, de către brahminul Kripa, de către Kritavarma, Shalya, Sudakshina, Bhurisravas, Bahlika, Shakuni și mulți alții care erau legați de loialitatea lor față de Hastinapura sau față de Dhritarashtra.

### Părți neutre
Singurele părți neutre în acest război au fost regatul Vidarbha, al cărui rege era Rukmi, și en:Balarama Balarama.

### Diviziile armatelor și armele folosite
Fiecare armată era formată din mai multe divizii, Kaurava aveau 11 în timp ce Pandava doar 7. O divizie(akshauhini) cuprindea 21,870 care de luptă și conducători ai acestora, 21,870 elefanți și călăreți ai acestora, 65,610 cai și călăreți, și 109,350 soldați pedeștri( într-un raport de 1:1:3:5). Numărul total al soldaților și luptătorilor de ambele părți era de aproximativ 3.94 milioane. Fiecare astfel de divizie, Akshauhini, era condusă de un general, în afara de comandantul ce conducea întreaga armată.
Printre armele folosite în timpul războiului Kurukshetra se numară și: arcuri cu săgeți, arme specifice pentru Arjuna, Bhishma, Drona, Karna și Abhimanyu; ghioaga aleasă de către Bhima și Duryodhana, sulița sau pumnale și săbii.

### Formațiuni militare

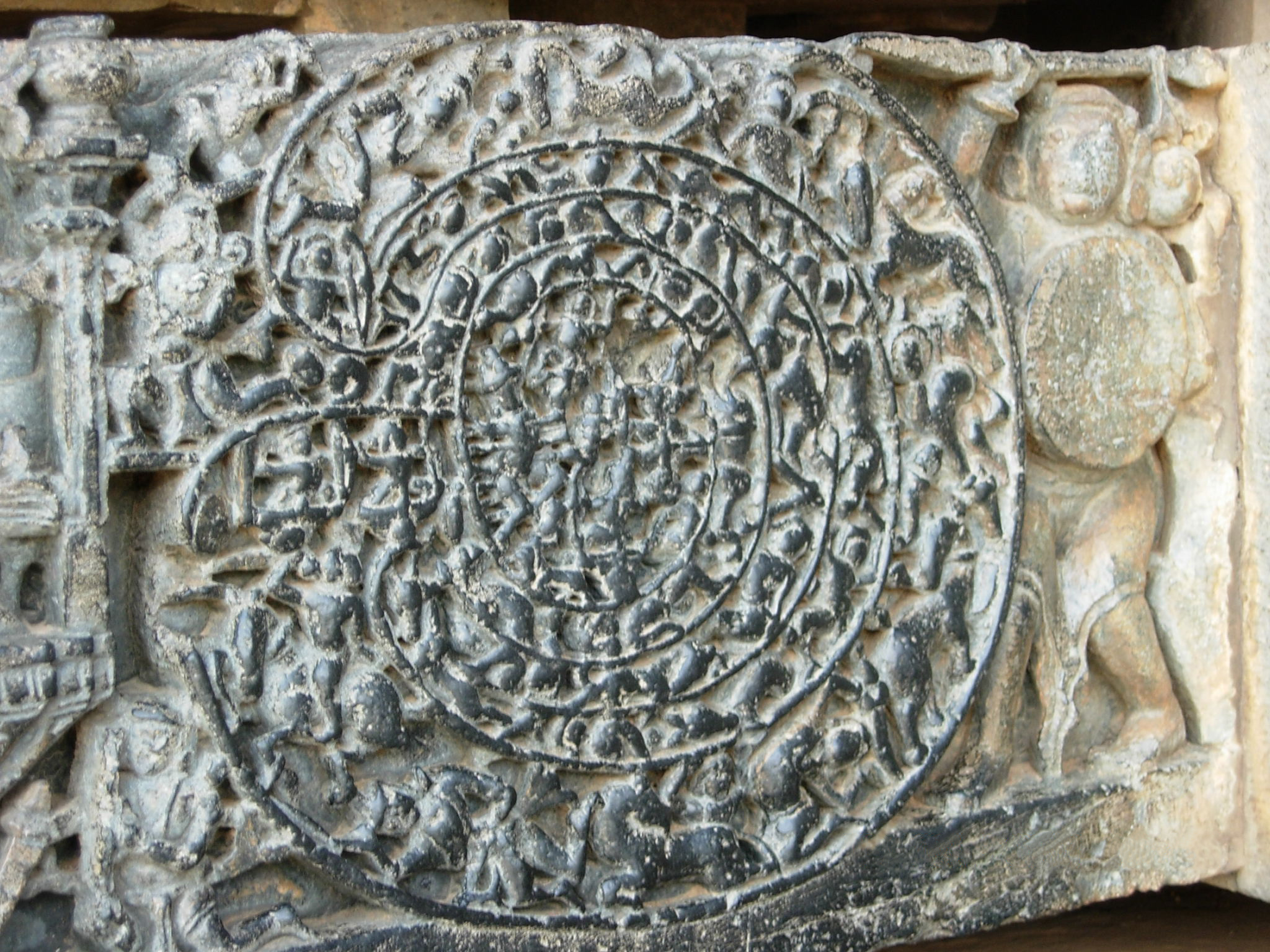
Sculptură în piatră Abhimanyu fiul lui Arjuna intrând într-o formațiune specială de luptă Chakra vyuha

În timpul bătăliei, în anumite momente, comandații armatelor ordanau ca acestea să se așeze în formațiuni speciale(vyuhas). Fiecare astfel de formațiune avea un rol specific, unele erau defensive iar altele ofensive. Fiecare formațiune avea calitățile sau vulnerabilitățile specifice. Mahabharata enumeră urmatoarele formațiuni:
1. Krauncha vyuha (bâtlan)
2. Makara vyuha (crocodil )
3. Kurma vyuha (broască țestoasă)
4. Trishula vyuha ( trident )
5. Chakra vyuha (în formă de roată sau disc)
6. Kamala vyuha or Padma vyuha (în formă de lotus )
7. Garud vyuha (Vultur)
8. Oormi vyuha (formațiune tip grămadă, îngrămădire)
9. Mandala vyuha (tip galaxie)
10. Vajra vyuha (diamant/ trăznet)
11. Shakata vyuha (în formă de cutie)
12. Asura vyuha (Demon )
13. Deva vyuha (Divină)
14. Soochi vyuha (în formă de ac)
15. Sringataka vyuha (în formă de corn)
16. Chandrakala vyuha (în formă de lamă îndoită)
17. Mala vyuha (tip ghirlanda )

Nu este foarte clar ce desemnează numele acestor formațiuni. Poate o asemănare cu animalele respective sau poate denumiri ale unor strategii sau formații militare. Numărul 18 predomină în Bhagavad Gita. 18 zile de luptă, 18 scoici au sunat înainte de luptă, cele două armate aveau împreună 18 subdivizii(11 de partea Kaurava și 7 de partea Pandava), Gita are 18 capitole. În mod logic lipsește o formațiune de luptă(vyuha) din lista celor 17 menționate mai sus sau aceasta poate fi considerată aceea în care are loc dialogul de început al celor două armate și care poate fi considerată o vyuha, formațiune.

### Reguli ale luptei
Cei doi comandanți ai armatelor s-au întâlnit înainte de luptă și au stabilit un cadru de reguli și conduită etică, dharmayuddha, care să fie respectate în timpul războiului. Aceste reguli includeau:
- Lupta nu trebuie să înceapă înainte de răsăritul soarelui și trebuie să se încheie exact la apus.
- Mai mulți luptători nu au voie să atace unul singur.
- Luptătorii se pot “duela”, sau angaja în luptă individuală prelungită, numai dacă poartă același tip de arme și folosesc același mijloc de luptă( pedestru, cal, elefant sau car).
- Nici un luptător nu poate să ucidă sau să rănească un alt luptător care s-a predat.
- Cei care s-au predat devin prizonieri de război și vor fi protejați ca prizonieri de război.
- Nici un soldat nu poate să ucidă sau să rănească un soldat neînarmat.
- Nici un soldat nu poate să ucidă sau să rănească un soldat inconștient.
- Nici un soldat nu poate să ucidă sau să rănească o persoană sau un animal ce nu participă la război.
- Nici un soldat nu poate să ucidă sau să rănească un soldat care este întors cu spatele.
- Nici un soldat nu poate să atace o femeie.
- Nici un luptător nu poate să atace un animal care nu este considerat o amenințare directă.
- Regulile specifice fiecarei arme trebuiesc respectate.Spre exemplu, este interzis să se loveasca sub centură în luptele cu ghioaga.
- Luptătorii nu se pot angaja în nici o luptă “nedreaptă”.

## Desfășurarea războiului
Războiul Kurukshetra a durat 18 zile. S-a dus numai pe timp de zi, lupta încetând la fiecare apus. Fiecare zi a fost caracterizată de numeroase lupte individuale, ca și de raiduri ale întregilor diviziuni ale armatelor. Cei care au ieșit victorioși sau au fost învinși în fiecare zi au fost determinati nu de teritorii caștigate sau pierdute ci de numărul pierderilor pe câmpul de luptă. Acesta a fost un război până la moarte. Victoria este a supraviețuitorilor. Dacă textul este corect în privința numărului luptătorilor, aceasta a fost una din cele mai sângeroase lupte din istoria umanității. Arjuna, într-o mânie extremă datorită morții fiului său Abhimanyu, se spune că singur a omorât o întreagă divizie de luptă(akshauhini) de soldați Kaurava într-o singură zi. Războiul a lăsat în urmă un număr foarte mare de văduve și orfani și a dus la un mare declin economic și la începutul lui Kali Yuga.

### Înainte de luptă

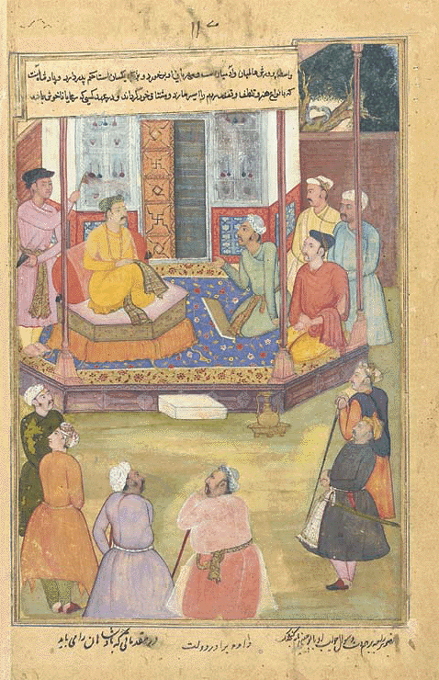
Yudhishtira și Bhishma într-un pavilion

S-a observat că în anul în care războiul Mahabharatha a avut loc au fost trei eclipse pe Pămant în doar 30 de zile. Eclipsele sunt considerate un semn rău deoarece se interpun între planetele dătătoare de viață cum ar fi Soarele. Deși un asemenea an ar putea fi considerat un an malefic, la fel de bine se poate considera ca este și un an pozitiv. Acest război s-a finalizat până la urmă cu un mare dar pentru umanitate, Cântul Domnului, Bhagavad Gita.
În prima zi a războiului, ca și în următoarele, armata Kaurava se luptă pe câmpul de luptă cu fața îndreptată spre Vest în timp ce Pandava spre Est. Armata Kaurava era formată asemenea unui corpus în care elefanții formau trupul, regele capul, iar caii aripile. Bhishma, de comun accord cu comandanții săi a rămas în spatele frontului.
Armata Pandava era organizată de Yudhsthira și Arjuna în formă de Vajra(Diamant/Trăznet). Deoarece armata Pandava era mai mică decât cea Kaurava, s-a decis ca sa aibă întâietate tactica în care fiecare luptator sa se angajeze în luptă cu câți mai mulți inamici posibil. Aceasta a implicat un element surpriză, cu arcașii aruncând săgețile din ascunzători în spatele primei linii de atac. Prima linie de atac era echipată cu arme cu rază scurtă de acțiune ca ghioage, axe, săbii și lănci.
Zece divizii ale armatei Kaurava erau așezate într-o formidabilă falangă. Cea de-a unsprezecea se afla sub directa comandă a lui Bhishma, în parte și pentru a-l proteja. Securitatea comandantului întregii armate era punctul central al strategiei lui Duryodhana care își punea întreaga speranță în abilitațile războinicilor săi. Dushasana, fratele mai tânăr al lui Duryodhana, era cel care comanda sub îndrumarea lui Bhishma.

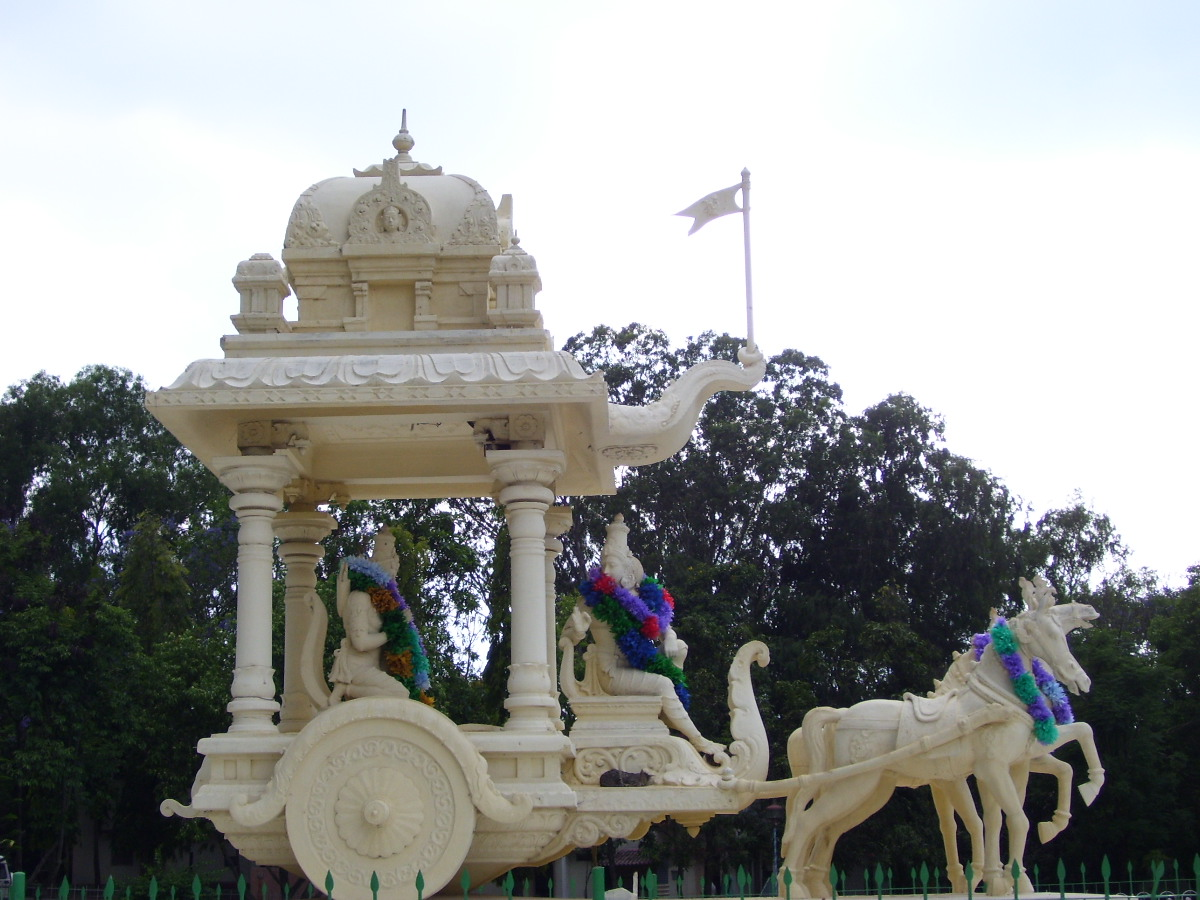
Krishna dând sfaturi(updesham) lui Arjuna pe câmpul de luptă Kurukshetra.

Când lupta a început și cele două armate s-au aflat față în față, Arjuna a realizat că va trebui sa îl ucidă pe fratele bunicului său(Bhishma), în ale cărui brațe s-a jucat ca și copil, și de asemenea pe respectatul profesor(Drona), care i-a ținut mana și l-a învățat să tragă cu arcul, ajutâmdu-l să ajungă unul din cei mai mari arcași ai lumii. Arjuna se simte slab și descumpănit la gândul că va trebui să își ucidă întreaga familie, incluzând cei 100 de veri, sau prieteni precum Ashvathama. Descurajat și confuz despre ce este moral și religios, Arjuna se întoarce către Krishna pentru sfaturi divine și învățătura. Krishna, pe care Arjuna îi ceruse sa îi conducă carul de luptă îi arată care este datoria sa. Aceasta conversație formează Bhagavad Gita, unul din cele mai respectate texte religioase si filozofice din întreg hinduismul. Krishna îl sfătuiește să nu se mai vaite arătându-i că datoria unui războinic(kshatrya) este să lupte, chiar și împotriva rudelor, dacă aceasta este singura cale pentru apărarea onoarei și impunerea dreptății. Îi amintește că acest război avea loc între dreptate și nedreptate(dharma și adharma), și era de datoria lui să ucidă pe oricine susținea cauza nedreptății, sau a păcatului, în acest fel cucerind nu numai onoarea pe Pământ dar și mânturiea în cer. Krishna apoi își revelează forma sa divină și îi explică cum El, ca Ființă Supremă, se intrupează pe Pământ din epocă în epocă, pentru a distruge raul și restabilirea dreptății. Bhagavad Gita de asemenea reprezintă unul din cele mai renumite tratate în privința mai multor aspecte ale Yoga și cunoașterii mistice.
Înainte ca bătălia să înceapă, Yudhisthira face un gest neașteptat.Brusc lasă îi cadă armele, își dă jos armura și începe sa meargă de-a lungul flancului armatei Kaurava cu mâinile strânse la piept în rugăciune. Frații Pandava și Kaurava l-au privit cu neîncredere crezând  că Yudhisthira se predă înainte ca prima sageată să fi fost trasă. Mesajul lui Yudhistira a devenit clar atunci când acesta a căzut la picioarele lui Bhishma pentru a-i cere binecuvântare pentru succesul în bătălie. Bhishma, bunicul atât al Pandava cât și al Kaurava, l-a binecuvantat pe Yudhisthira. Yudhisthira s-a reîntors la carul său de luptă și bătălia a putut să înceapă.

### Ziua întâi
Odată bătălia începută, Bhishma avansează către armata Pandava provocand distrugeri cu fiecare atac. Abhimanyu, fiul lui Arjuna, văzând aceste atacuri frontale ale lui Bhishma, îi răaspunde printr-un atac direct prin care îi înfrânge garzile comandantului armatelor Kaurava. Pandava în prima zi suferă numeroase pierderi și sunt considerați înfrânți la sfârșitul acestei zile. Fii lui Virata, Uttara si Sweta, au fost uciși de către Shalya și Bhishma. Krishna îl consolează pe Yudhisthira spunându-i că în cele din urma victoria va fi a lui.

### Ziua a doua
A doua zi de luptă a războiului începe cu o armată Kaurava foarte încrezatoare în propriile forțe. Arjuna realizând că trebuie făcut ceva repede pentru a întoarce soarta luptei , decide să încerce să îl ucidă pe Bhishma. Krishna cu măiestrie identifică carul de luptă al lui Bhishma și îl conduce pe Arjuna în apropierea acestuia. Arjuna încearcă să îl angajeze pe Bhishma într-un duel, dar soldații care îl înconjurau pe acesta pentru a-l proteja îl ataca pe Arjuna pentru a preveni atacul direct asupra celui care conducea armata Kaurava. Arjuna și Bhisma au dus o luptă foarte grea ce a durat ore întregi.  Drona și Dhristadyumna în mod similar s-au angajat într-un duel în care Drona îi distruge arma(arcul) lui Dhristadyumna de mai multe ori. Bhima intervine și îl salvează pe Dhristadyumna. Duryiodhana trimite trupele Kalinga să îl atatce pe Bhima dar cele mai multe își pierd viața de mâna acestuia. Bhishma intervine imediat pentru a salva forțele Kalinga. Satyaki, asistentul lui Bhima, trage în cel care conducea carul de luptă al lui Bhishma și îl ucide. Caii lui Bhishma, fără nici un control, îl indepărtează pe Bhishma de câmpul de luptă. Armata Kaurava a suferit pierderi considerabile în această a doua zi de luptă.

### Ziua a treia
În a treia zi, Bhisma dispune aramata Kaurava sub forma unui vultur, el însuși aflându-se în frunte, în timp ce trupele lui Duryodhana protejau ariergarda. Bhishma voia să se asigure că va evita orice greșeală. Pandava răspund acestei strategii adoptând o formațiune de luptă în formă de semicerc sau semilumă cu Bhima si Arjuna în capatele celor doua colțuri. Kaurava și-au concentrat atacul asupra poziției lui Arjuna. Curând carul de luptă al lui Arjuna a fost acoperit de săgeți și lănci. Arjuna, cu o îndemânare uimitoare, se apără cu un flux aproape continuu de săgeți. Abhimanyu și Satyaki împreună luptă pentru a înfrânge forțele Gandhara ale lui Shakuni. Bhima și fiul său Ghatotkacha atacă pe Duryodhana care se află în ariergarda. Săgețile lui Bhima lovesc pe Duryodhana care cade în carul sau de luptă. Conducătorul carului său de luptă îl scoate rapid de pe câmpul de luptă. Trupele lui Duryodhana văzând că liderul lor fuge de pe câmpul de luptă s-au speriat. Bhishma însă restabilește ordinea și Duryodhana se întoarce să își conducă trupele. Totuși este mânios pe indulgența lui Bhishma față de cei cinci frați Pandava și îl mustră pe acesta. Bhishma, afectat de aceste acuzații nedrepte, se aruncă în luptă împotriva Pandava cu și mai mare vigoare ca și când pe câmpul de luptă ar fi fost mai mult decât un singur Bhishma. Armata Pandava începe sa se retragă în haos.
Arjuna și Krishna atacă pe Bhishma încercând să restabilească ordinea. Arjuna și Bhishma se angajează din nou într-un duel extraordinar, deși  Arjuna nu se simțea confortabil cu   idea de a-și ucide fratele bunicului, fapt  ce îi tempera elanul. În această bătălie, Bhishma a ucis numeroși soldați ai armatei lui Arjuna.

### Ziua a patra
A patra zi a luptei  s-a remarcat prin vitejia arătată de Bhima. Bhishma a ordonat trupelor Kaurava să înceapă ofensivă încă din prima clipă. Fiul lui Arjuna, Abhimanyu, a fost înconjurat și atacat de un număr de prinți Kaurava. Arjuna intră în luptă pentru a-l ajuta pe Abhimanyu. Bhima intră în scenă învârtindu-și ghioaga (ciocanul) în aer și începe să atace pe Kaurava. Duryodhana trimite o mare trupă de elefanți spre Bhima. Când Bhima vede această mare masă de elefanîi apropiindu-se, coboară din carul său de luptă și îi atacă de unul singur cu ghioaga sa de fier. Aceștia s-au împraștiat  speriați înapoi spre armata Kaurava provocând numeroase pierderi. Duryodhana ordonă un atac total împotriva lui Bhima. Bhima rezistă la tot ce a fost aruncat asupra lui și atacă pe frații lui Duryodhana, omorând opt dintre ei. Bhima este însă în curând lovit de o sageată în piept și trebuie să se întindă în carul său de luptă amețit.
Duryodhana este însă afectat de pierderea fraților săi și copleșit de mâhnire merge la Bhishma la sfârșitul celei de a patra zile de luptă și îl întreabă pe comandantul său cum e posibil ca Pandava, deși înfruntând o forța superioară, să domine și să câstige. Bhishma îi răspunde că Pandava au de partea lor dreptatea și îl sfătuiește pe Duryodhana să caute pacea.

### Zilele 5-9
Când bătălia ajunge la a cincea zi, măcelul continuă. Armata Pandava iarăși suferă pierderi la atacurile lui Bhishma. Satyaki înfruntă cu greu atacurile lui Drona și în curând nu le mai poate face față. Bhima intervine și îl salvează pe Satyaki. Arjuna luptă și ucide mii de soldați trimiși de Duryodhana să îl atace. Carnagiul inimaginabil continuă și în zilele următoare ale luptei. A șasea zi se remarcă printr-un măcel uriaș, Drona produce pierderi de vieți foarte mari în tabăra Pandava. Formațiile de luptă ale ambelor armate sunt sparte. În a opta zi Bhima ucide opt din fii lui  Dhritarashtra iar fiul său Iaravan este ucis de către Kaurava.
În a noua zi Krishna, mâniat de aparenta neputință  a lui Arjuna de a-l înfrânge pe Bhishma, se apropie de comandantul Kaurava, dar Arjuna îl oprește. Realizând că războiul nu poate fi câștigat atâta vreme cât Bhishma este in picioare, Krishna apelează la strategia de a introduce o femeie pe câmpul de luptă pentru a-l înfrunta.

### Ziua a zecea

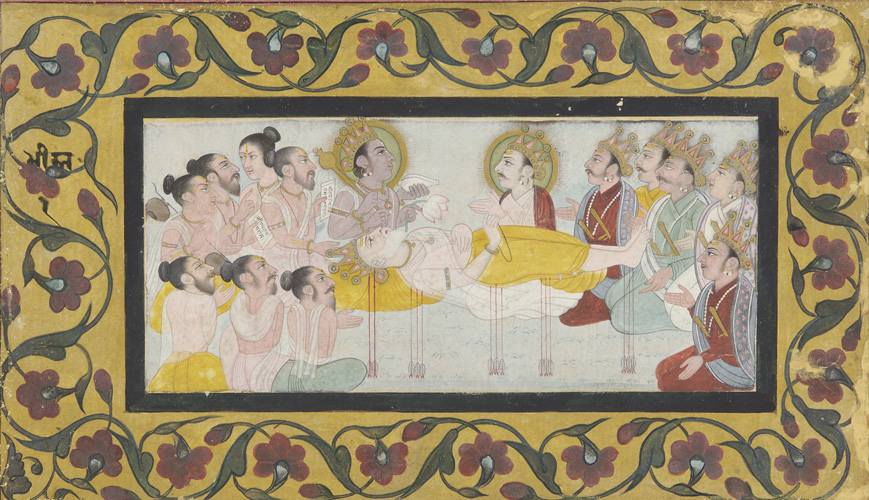
Bhishma înaintea morții pe un pat de săgeți, pictură din colecția Institutului Smithsonian

În a zecea zi Pandava neputând să facă față îndemânării lui Bhishma, decid să aducă pe câmpul de luptă pe Shikhandi, care fusese femeie în viața anterioară(și chiar și în aceasta până ce devine bărbat în urma unor austerități, printr-o minune), deoarece Bhishma jurase să nu atace nici o femeie. Săgețile lui Shikhandi cad asupra lui Bhishma fară să fie oprite. Arjuna se poziționează în spatele lui Shikhandi, protejându-se astfel de atacurile lui Bhishma și țintind punctele slabe ale armurii lui Bhishma. Curând, cu săgeți lovindu-i trupul din toate părtile, marele luptător cade din carul său de luptă. Trupul său nu a atins pământul fiind ținut de către săgețile care erau înfipte în trupul său. Atât Kaurava cât și Pandava s-au strâns în jurul lui Bhishma și, la cererea sa, Arjuna a pus trei săgeti sub capul lui pentru a-l susține. Bhishma promisese tatălui său, regele Shantanu, că va trăi până ce Hastinapura  va fi în siguranță față de orice amenințare. Pentru a-și tine promisiunea, Bhishma a folosit o putere numită "Ichcha Mrityu"(moartea la dorință, în momentul ales) pe care tatăl său i-o daruise. După ce războiul s-a terminat, când Hastinapura a ajuns în afara oricărui pericol și după ce a oferit  lecții de politică și Vishnu Sahasranama(cele 1100 de nume ale lui Vishnu) Pandavașilor, Bhishma a murit în prima zi a Uttarayana.

### Ziua a unsprezecea
Cand Bhishma nu a mai putut sa continue, Karna a intrat pe câmpul de luptă, spre bucuria lui Duryodhana care l-a numit pe Drona camandantul suprem al armatei Kaurava. Karna și Duryodhana doreau să îl captureze pe Yudhsthira viu. Uciderea lui Yudhisthira pe câmpul de lupta i-ar fi maniat pe Pandava și mai mult, în timp ce ținerea lui ca ostatic ar fi fost o strategie foarte folositoare.  Planul de luptă al lui Drona pentru a unsprezecea zi a fost chiar acesta. A reușit să îi distrugă arcul lui Yudhisthira iar armata Pandava s-a temut că comandantul lor va fi luat prizonier. Arjuna însă intră în scena de luptă și cu un val de săgeți reușește să îl indepărteze pe Drona.

### Ziua a doisprezecea
Tentativa de a-l captura pe Yudhisthira eșuând, Drona este de acord cu Duryodhana că aceasta va fi dificil atâta vreme cat Arjuna se află prin preajma. Regele Trigartadesei, Susharma, împreună cu cei trei frați ai săi și cei 35 de fii, care lupta de partea Kaurava, au făcut un jurământ ca fie să îl ucidă pe Arjuna, fie să moară. Au intrat în luptă în a douasprezecea zi și l-au provocat pe Arjuna. Arjuna le-a răspuns și în urma  unei lupte teribile și pline de vitejie cei trei frați au căzut morți. Drona a continuat să încerce să il captureze pe Yudhisthira. Pandava au luptat vitejește și au dat lovituri remarcabile armatei Kaurava.

### Ziua a treisprezecea
Duryodhana îl cheamă pe regale Bhagadatta, monarhul  Pragjyotishei( astăzi Assam, India). Bhagadatta avea mii de elefanți gigantici în grajdurile sale și era considerat cel mai puternic luptator de pe pamant în confruntările cu elefanți. Bhagadatta îl atacă pe Arjuna cu elefantul său gigantic numit Suprateeka. A fost o luptă remarcabilă în care Bhagadatta s-a luptat cu Arjuna de la egal la egal . În cealaltă parte a câmpului de luptă ceilalți patru frati Pandava și aliații lor au găsit că este imposibil să spargă formația de luptă a lui Dronacvcharya. Cum Arjuna era ocupat să lupte cu prinții Trigartadesei și cu regele Prajayogasthei în cealaltă parte a câmpului de luptă , nu a putut să fie chemat să spargă formațiunea de lupta Kaurava care putea sa fie spartă numai intrând și ieșind din interiorul ei. Yudhisthira îl invață pe Abhimanyu, unul din fii lui Arjuna cum să spargă formația de luptă. Abhimanyu știa secretul de a intra în interiorul formației  Chakravyuha, însă nu știa cum să iasă înapoi din ea. În interiorul ei, mai mulți prinți Kaurava l-au atacat pe Abhimanyu simultan(încălcând regulile luptei Dharma yuddh) și l-au ucis. 

### Ziua a paisprezecea

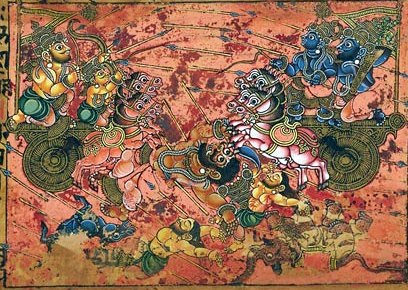
Karna îl ucide pe Ghatotkacha

Afând de moartea fiului său, Arjuna a jurat să îl ucidă pe Jayadratha a doua zi înainte ca lupta să se termine, la asfințit, sau de nu să se arunce pe sine în foc.
În timp ce îl căuta pe Jayadratha pe câmpul de lupta, Arjuna a măcelarit o întreagă akshouhini(109,350) de soldați kaurava. Armata kaurava îl proteja pe Jayadratha împotriva atacurilor lui Arjuna. Până la urma, după-amiaza, Arjuna îl găsește pe Jayadratha păzit de cei mai puternici luptători kaurava. Văzându-și prietenii la ananghie, Domnul Krishna ridică a sa Sudarshana Chakra pentru a acoperi Soarele și a simula apusul soarelui. Arjuna a luptat o luptă foarte strânsă cu Jayadratha și până la urmă l-a invins. Apoi Arjuna a tras o puternică sageată, decapitând pe Jayadratha.
Bătălia a continuat și după apus. Când strălucitoarea lună a răsărit, Ghatotkacha, fiul lui Bhima a măcelarit numeroși luptători, atacând în timp ce zbura prin aer. Karna i-a ținut piept și s-au înfruntat violent până cand Karna a eliberat Indrastra, o lance divină obținută de la zeul Indra. Ghatotkacha și-a mărit dimensiunea și a căzut asupra armatei Kaurava ucigând mii de luptători.

### Ziua a cincisprezecea
După ce regele Drupada și regele Virata au fost uciși de către Drona, Bhima și Dhristadyumna au luptat cu acesta în a cincisprezecea zi. Deoaerece Drona era un luptător foarte puternic și de neînvins, Krishna îi spune lui Yudhsthira ca Drona va abandona lupta dacă fiul sau Ashwathama va muri. Bhima ucide un elefant ce avea același nume anunțând că Ashwathama a murit. Drona se apropie de Yudhsthira să afle adevărul despre fiul său. Yudhsthira arfirmă Ashwathama Hatahath, naro va Kunjaro va, ceea ce înseamnă că Ashwathama a murit dar nu știe dacă e vorba despre fiul lui Drona sau de un elefant. Însă partea a doua a afirmației (Naro va Kunjaro va) nu mai este auzită de către Drona datorită zgomotului făcut intenționat de către Krishna( o altă versiune a poveștii spune că Yudhisthira a pronunțat atât de încet sfârșitul frazei că Drona nu a mai auzit cuvântul elefant). Înainte de acest incident, carul de luptă al lui Yudhisthira, numit și Dharma raja (Stăpânul legii, regele dreptații), a plutit câțiva centimetri deasupra pământului. După întâmplare, carul a coborât pe sol fiindcă a refuzat sa urmeze sfatul Domnului Krishna.
Drona demoralizat își abandonează armele. Este apoi ucis de către Dhrishtadyumna pentru a razbuna moartea tatălui său și a-și împlini jurământul. Mai târziu mama fraților Pandava, Kunti, s-a întâlnit în secret cu fiul ei abandonat Karna si i-a cerut să îi cruțe pe aceștia deoarece erau frații lui mai mici. Karna a promis că îi va cruța pe toți cu excepția lui Arjuna adăugând că nu va lovi pe Arjuna de două ori cu aceeași arma.

### Ziua a șaisprezecea
În ziua a șaisprezecea, Karna devine comandantul întregii armate Kaurava ucigând nenumărați luptători Pandava în cursul acestei zilei. Karna a luptat foarte inspirat dar a fost înconjurat și atacat de generalii Pandava, care nu puteau totuși să îl înfrângă. Karna a produs pagube îsnemnate armatei Pandava care a fost nevoită să se retragă. Atunci Arjuna se implică în luptă și reușește să reziste cu propriile trupe trupelor lui Karna, reușind să producă la rândul sau distrugeri armatei Kaurava. Soarele în curând apune, întunericul și praful îngreunând aplicarea tacticilor, armata Kaurava se retrage.  În aceasta zi Bhima folosindu-se de arma  sa distruge carul de luptă al lui Dushasana. Bhima apucându-l pe Dushasana îi smulge mâna dreaptă din umăr și îl ucide, desfăcându-i pieptul și bându-i sângele, ducând și soției sale Draupadi din acest sânge pentru a-și unge părul, îndeplinindu-și astfel jurământul pe care l-a făcut atunci când Draupadi a fost umilită.

### Ziua a șaptesprezecea

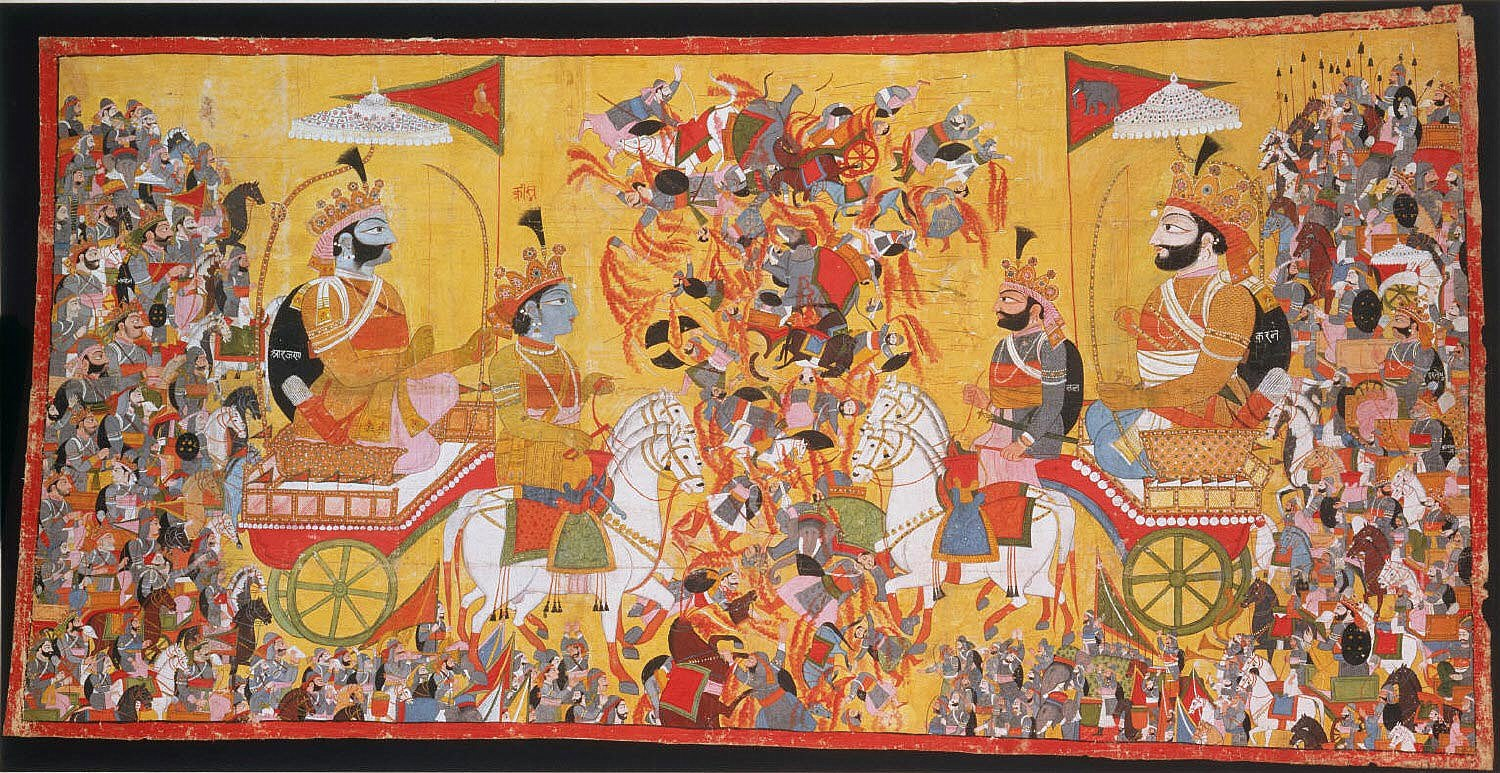
Karna (dreapta) față în față cu Arjuna, care mai târziu îl va ucide pe Karna în războiul Kurukshetra.

În ziua 17 Karna învinge pe frații Pandava - Sahadeva și Yudhisthira în luptă dar le cruță viețile. Apoi Karna se rezumă la a se duela cu Arjuna. În timpul acestei lupte o roată a carului de luptă a lui Karna se împotmolește în nămol iar Karna cere o pauză. Krishna îi amintește lui Arjuna de lipsa de milă a lui Karna față  fiul său Abhimanyu care în mod asemănător a rămas fără carul de luptă și fără arme și a fost ucis. Amintindu-și de soarta fiului său, Arjuna trage o săgeată prin care decapitează pe Karna.
Înainte de bătălia acestei zile, armura și podoabele lui Karna fuseseră luate ca ofrandă de către Domnul Indra deghizat în Brahmin, ceea ce a dus la moartea lui Karna prin săgeata lui Arjuna.

### Ziua a optsprezecea
În a optsprezecea zi, Yudhishthira îl ucide pe regele Shalya, Sahadeva ucide pe Shakuni, iar Bhima ucide pe ceilalți frati ai lui Duryodhana rămași în viața. Realizând că a fost învins, Duryodhana fuge de pe câmpul de lupta și își găsește refugiul pe un lac, unde Pandava îl prind. Sub arbitrajul lui Balarama care până acum fusese neutru, o luptă cu ciocanul(Mace) are loc între Bhima și Duryodhana în care Duryodhana este rănit mortal. Ashwatthama Kripacharya, și Kritavarma întâlnesc pe  Duryodhana pe patul său de moarte și îi promit răzbunare. Aceștia atacă tabăra de luptă a Pandava târziu în noapte și ucid toată armata Pandava care mai rămăsese cu excepția  lui Dhristadyumna, Shikhandi, Udhamanyu și Uttamauja.

### Urmările războiului

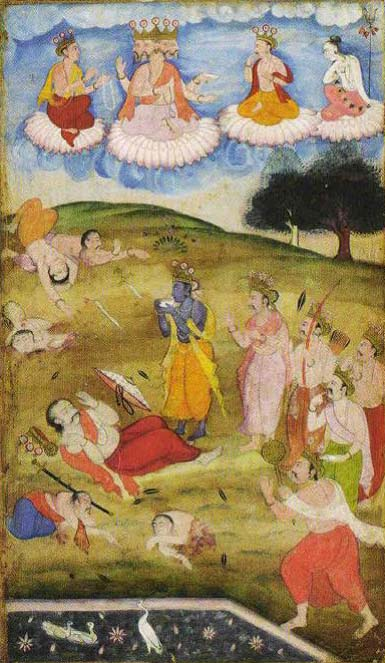
Krishna suflând într-o scoică declară sfârșitul războiului Mahabharata

La sfârșitul celei de a optsprezecea zile de război numai 12 războinici au supraviețuit – cei cinci Pandava, Krishna, Satyaki, Ashwatthama, Kripacharya, Yuyutsu, Vrishakethu (fiul lui Karna) și Kritvarma. Vrishakethu a fost singurul fiu al lui Karna ce a supravițuit teribilului măcel. Acesta se va supune autoritații Pandava. Pe timpul campaniei ce a precedat Ashvamedha –yagna(un ritual regal religios vedic), Vrishakethu îl acompaniază pe Arjuna și participă în luptele cu Sudhava and Babruvahana. În timpul acestei campanii Vrishakethu se căsătoreste cu fiica regelui Yavanatha(probabil un rege al regiunilor vestice). Se spune că Arjuna a dezvoltat o mare simpatie pentru Vrishakethu, nepotul său. Yudhisthira a fost încoronat rege al Hastinapurei. El renunță la tron după o domnie de 36 de ani, oferind coroana nepotului lui Arjuna, Parikshit. Apoi pleacă împreună cu Draupadi și frații săi spre Himalaya, ceea ce avea sa fie ultima lor călătorie. Draupadi și cei patru Pandava  —Bhima, Arjuna, Nakula, și Sahadeva— au murit în timpul acestei călătorii. Yudhisthira, singurul supraviețuitor și o inimă foarte pioasă, este invitat sa urce în ceruri cu tot cu trupul fizic. 